# Jules Pillot
Julius Antonius Maria (Jules) Pillot (Zundert, 27 oktober 1869 – aldaar, 16 februari 1943) was een Nederlands burgemeester en zakenman. 
Tussen 1896 en 1901 was hij burgemeester van Halsteren en van 1901 tot 1909 burgemeester van Zevenbergen. Ook was hij een periode lid van de Provinciale Staten van Noord-Brabant.
Naast zijn publieke functies was Pillot ook wijnhandelaar en eigenaar van strohulzenfabriek Jules Pillot en Van Beek in Zundert. In 1924 is hij echter failliet gegaan.
Hij was drager van het Gouden Erekruis Pro Ecclesia et Pontifice.